# Möte med livet (1952)
Möte med livet är en svensk film från 1952 i regi av Gösta Werner. I rollerna ses bland andra Doris Svedlund, Per Oscarsson och Arnold Sjöstrand.
Filmen spelades in mellan den 9 maj och 15 juni 1950 i Filmstaden Råsunda samt Nyköpingshus i Nyköping, Strängnäs, Järna och Stockholm. Produktionsledare var Allan Ekelund, manusförfattare Ivar Ahlstedt, medicinsk rådgivare Malcolm Tottie, fotograf Martin Bodin, klippare Oscar Rosander och musikkompositör Carl-Olof Anderberg. Filmen premiärvisades den 1 februari på biografen Skandia i Stockholm. Den var 75 minuter lång och var tillåten från 15 år.

## Handling
Gun och Robert är kära i varandra, men båda är otrogna vid sidan av förhållandet då Robert gör sin militärtjänstgöring. För Gun resulterar detta i att hon blir gravid och för Roberts del att han blir smittad med syfilis. Gun får dock missfall.
Trots otroheten beslutar paret att fortsätta tillsammans och snart kommer de att gifta sig. Villkoret från Robert är dock att de inte ska skaffa några barn. Barnlösheten gör dock Gun mycket olycklig och till slut beslutar sig paret för att skaffa barn tillsammans.

## Rollista
- Doris Svedlund – Gun, telefonist på kontor
- Per Oscarsson – Robert, pressfotograf
- Arnold Sjöstrand – dr Almér, läkare
- Brita Billsten – Karin, apoteksanställd, Guns vän
- Märta Dorff – Östermalmsdam som genomför aborter
- Sif Ruud – fru Jakobsson
- Lars Ekborg – Klas, Roberts lumparkompis
- Arne Ragneborn – Göran, Roberts lumparkompis
- Peter Lindgren – "cirkusdirektör" på maskeradbalen, Guns kavaljer
- Kjerstin Dellert – schlagersångare
- Bengt Blomgren – Sven, Karins fästman
- Kurt-Olof Sundström – Kurt, Roberts lumparkompis
- Björn Berglund – kamrer på Guns arbetsplats
- Margit Carlqvist – Klas flickvän
- Ilse-Nore Tromm – barnavårdsman
- Arne Källerud – "musketör" på maskeradbalen
- Ingrid Östergren – lärare
- Henrik Schildt – militärläkare
- Hans Strååt – tågkonduktör
- Björn Montin – pojke på tåget
- Ingrid Lothigius – pojkens mor på tåget
- Bo Schön – pojke på skolutflykt
- Göthe Grefbo – taxichaufför
- Yvonne Lombard – Bellan, Guns vän på bröllopsfesten
- Ingrid Thulin – Viola
- Anita Rosén – en dam

### Fotnoter
1. 1 2 3 4  ”Möte med livet”. Svensk Filmdatabas. http://sfi.se/sv/svensk-filmdatabas/Item/?itemid=4349&type=MOVIE&iv=Basic&ref=/templates/SwedishFilmSearchResult.aspx?id%3d1225%26epslanguage%3dsv%26searchword%3dm%C3%B6te+med+livet%26type%3dMovieTitle%26match%3dBegin%26page%3d1%26prom%3dFalse. Läst 25 mars 2013.